# Mohamed Atwi
Mohamed Ahmed Atwi (en arabe : محمد أحمد عطوي) (né le 10 janvier 1987 à Harouf au Liban et mort le 18 septembre 2020 à Beyrouth) est un joueur de football international libanais, qui évoluait au poste de milieu de terrain.

## Biographie

### Carrière de joueur
Mohamed Atwi commence sa carrière en 2004 avec le Tripoli SC.
Il part au bout de deux saisons pour signer avec le Tadamon Tyr en 2006, où il reste également deux saisons.
Il rejoint ensuite les champions nationaux de l'Al Ansar en 2008. Il reste dans le club de la capitale durant neuf saisons, puis se retrouve prêté dans son ancien club du Tadamon Tyr pour une saison en 2017.
En 2018, Atwi change de club pour le Akhaa Ahli Aley, où il reste jusqu'à sa mort en 2020.

### Carrière en sélection
Atwi fait ses débuts avec la sélection libanaise le 11 juin 2013, match lors duquel il entre en cours de jeu à la 67e minute à la place de Mahmoud Kojok (défaite 4-0 contre l'Iran lors des qualifications de la coupe du monde 2014).

### Mort
Le 21 août 2020 aux alentours de 10h du matin, Atwi est touché à la tête par une balle perdue dans le quartier sud de Cola à Beyrouth, (balle tirée en l'air pendant des funérailles d'un pompier disparu lors des explosions de Beyrouth). Il est emmené inconscient à l'Hôpital Al Makassed, en état d'hémorragie. Le corps médical parvient à arrêter l'hémorragie mais sans toutefois parvenir à déloger la balle de sa tête, située dans une zone difficile à atteindre proche du cerveau. Installé dans une unité de soins intensifs,, il est mis dans le coma.
Le 24 août, Ali Atwi, le frère de Mohamed, déclare qu'il comptait poursuivre en justice l'auteur des coups de feu. Durant la matinée du 18 septembre 2020, Atwi meurt des suites de ses blessures,.

## Palmarès
Al Ansar
- Coupe du Liban (1) :
  - Vainqueur : 2009-10, 2011-12 et 2016-17.

- Supercoupe du Liban (1) :
  - Champion : 2012.